# Xou da Xuxa 89
"Xou da Xuxa 89", foi a quarta turnê realizada pela apresentadora e cantora Xuxa, baseado em seu álbum homônimo "4º Xou da Xuxa". A turnê foi apresentada em várias cidades do Brasil como Salvador, Brasília, Rio de Janeiro, São Paulo, Curitiba, Londrina e Fortaleza. O cachê de Xuxa era superior a 300 mil dólares, com um super esquema de produção que envolvia dez caminhões, 60 passagens aéreas, duas carretas, dois palcos de 25 toneladas, com mais de 150 pessoas envolvidas. Até 9 de setembro de 1989, a turnê atraiu um público de 1,5 milhões de pessoas, em 32 cidades, faltando ainda 21 datas de shows para o fim da turnê.  

## Setlist
1. "Pot-Pourri:"

- "Amiguinha Xuxa"
- "Doce Mel (Bom Estar Com Você)"
- "Ilariê"

1. "Dinda ou Dindinha"
2. "Milagre da Vida"
3. "Tindolelê"

## Sobre a turnê
Com um investimento estimado em 3 milhões de dólares, a turnê foi considerada na época a mais cara já feita no país. Para esse show foram construídos dois palcos, o maior tinha 288 metros quadrados e 25 toneladas de peso, que contava com a réplica da nave, montado em apenas 14 cidades.
Naquele período, bem perto de iniciar sua carreira internacional, a Rainha dos Baixinhos já havia recebido convites para levar seu show para outros países latinos, além de Portugal e Japão. Apesar do ânimo da loira, as propostas foram recusadas por conta da falta de tempo em sua agenda.
Assim como em suas apresentações dos anos anteriores, em cada cidade Xuxa recebia artistas diferentes. Nesta turnê, a loira recebeu artista como Trem da Alegria, Dr. Silvana, Balão Mágico, Conrado, Cid Guerreiro e a já ex-paquita Andréa Veiga.
O show foi apresentado com a estrutura maior nas seguintes cidades: São Paulo, Brasília, Fortaleza, Maceió, Recife, Salvador, Vitória, Belo Horizonte, Londrina, Ribeirão Preto, Campo Grande, Curitiba, Rio de Janeiro, Porto Alegre. E a estrutura menor foi utilizada nas seguintes cidades: São José dos Campos, Campinas, Santos, Goiânia, Belém, Campina Grande, João Pessoa, Aracaju, Governador Valadares, Divinópolis, Criciúma, Uberlândia, Cuiabá, Blumenau, Juiz de Fora e Florianópolis.
A média de público de cada apresentação era de cerca de 50 mil pessoas.

## Shows especiais

### Chegada do Papai Noel
Em 10 de dezembro de 1989, Xuxa realizou a tradicional Chegada do Papai Noel no Rio de Janeiro, São Paulo e Porto Alegre cantando os principais singles do 4º Xou da Xuxa e outros sucessos como "Ilariê".

## Transmissão ao vivo
O show realizado no Estádio Juvenal Lamartine, em Natal, no dia 10 de setembro de 1989 foi transmitido ao vivo na rádio 96 FM.

## VHS
Xou da Xuxa 89 seria a primeira turnê de Xuxa a ganhar um registro oficial em VHS. Vários dos shows da tour foram gravados para o projeto, mas não se sabe o motivo do cancelamento. Após 7 anos, a loira lançou um VHS de um show, mas com a turnê Sexto Sentido, que era realizada naquele momento.

## Datas da Turnê
| Data                   | Cidade              | País   | Local                              | Público |
| ---------------------- | ------------------- | ------ | ---------------------------------- | ------- |
| Datas                  |                     |        |                                    |         |
| 05 de Agosto de 1989   | São José dos Campos | Brasil |                                    |         |
| 06 de Agosto de 1989   | Campinas            | Brasil |                                    |         |
| 12 de Agosto de 1989   | Santos              | Brasil |                                    |         |
| 13 de Agosto de 1989   | São Paulo           | Brasil | Palestra Itália                    |         |
| 19 de Agosto de 1989   | Brasília            | Brasil | Estádio Mané Garrincha             |         |
| 20 de Agosto de 1989   | Goiânia             | Brasil |                                    |         |
| 02 de Setembro de 1989 | Recife              | Brasil |                                    |         |
| 03 de Setembro de 1989 | João Pessoa         | Brasil |                                    |         |
| 09 de Setembro de 1989 | Fortaleza           | Brasil | Estádio Governador Plácido Castelo | 100 mil |
| 10 de Setembro de 1989 | Natal               | Brasil | Estádio Juvenal Lamartine          |         |
| 16 de Setembro de 1989 | Salvador            | Brasil | Estádio Octávio Mangabeira         | 120 mil |
| 17 de Setembro de 1989 | Feira de Santana    | Brasil |                                    |         |
| 24 de Setembro de 1989 | Limeira             | Brasil | Estádio Major José Levy Sobrinho   |         |
| 30 de Setembro de 1989 | Imperatriz          | Brasil | Estádio Municipal Frei Epifânio    |         |
| 01 de outubro de 1989  | Belém               | Brasil | Estádio Olímpico Mangueirão        |         |
| 07 de Outubro de 1989  | São Paulo           | Brasil | Olympia                            |         |
| 09 de Outubro de 1989  | São Paulo           | Brasil | Olympia                            |         |
| 14 de Outubro de 1989  | Belo Horizonte      | Brasil | Mineirinho                         |         |
| 15 de Outubro de 1989  | Divinópolis         | Brasil |                                    |         |
| 21 de Outubro de 1989  | Londrina            | Brasil |                                    |         |
| 22 de Outubro de 1989  | Ponta Grossa        | Brasil |                                    |         |
| 28 de Outubro de 1989  | Ribeirão Preto      | Brasil | Estádio Santa Cruz (Botafogo)      |         |
| 29 de Outubro de 1989  | Uberlândia          | Brasil | Parque do Sabiá                    |         |
| 04 de Novembro de 1989 | Campo Grande        | Brasil |                                    |         |
| 05 de Novembro de 1989 | Cuiaba              | Brasil |                                    |         |
| 25 de Novembro de 1989 | Curitiba            | Brasil | Estádio Couto Pereira              |         |
| 26 de Novembro de 1989 | Blumenau            | Brasil |                                    |         |
| 02 de Dezembro de 1989 | Rio de Janeiro      | Brasil | Estádio do MaracanãA               | 200 mil |
| 03 de Dezembro de 1989 | Juiz de Fora        | Brasil |                                    |         |
| 10 de Dezembro de 1989 | Vitória             | Brasil | Estádio Engenheiro Araripe         | 20 mil  |

Observações
A  Evento da "Chegada do Papai Noel"